# Vitalij Solomin

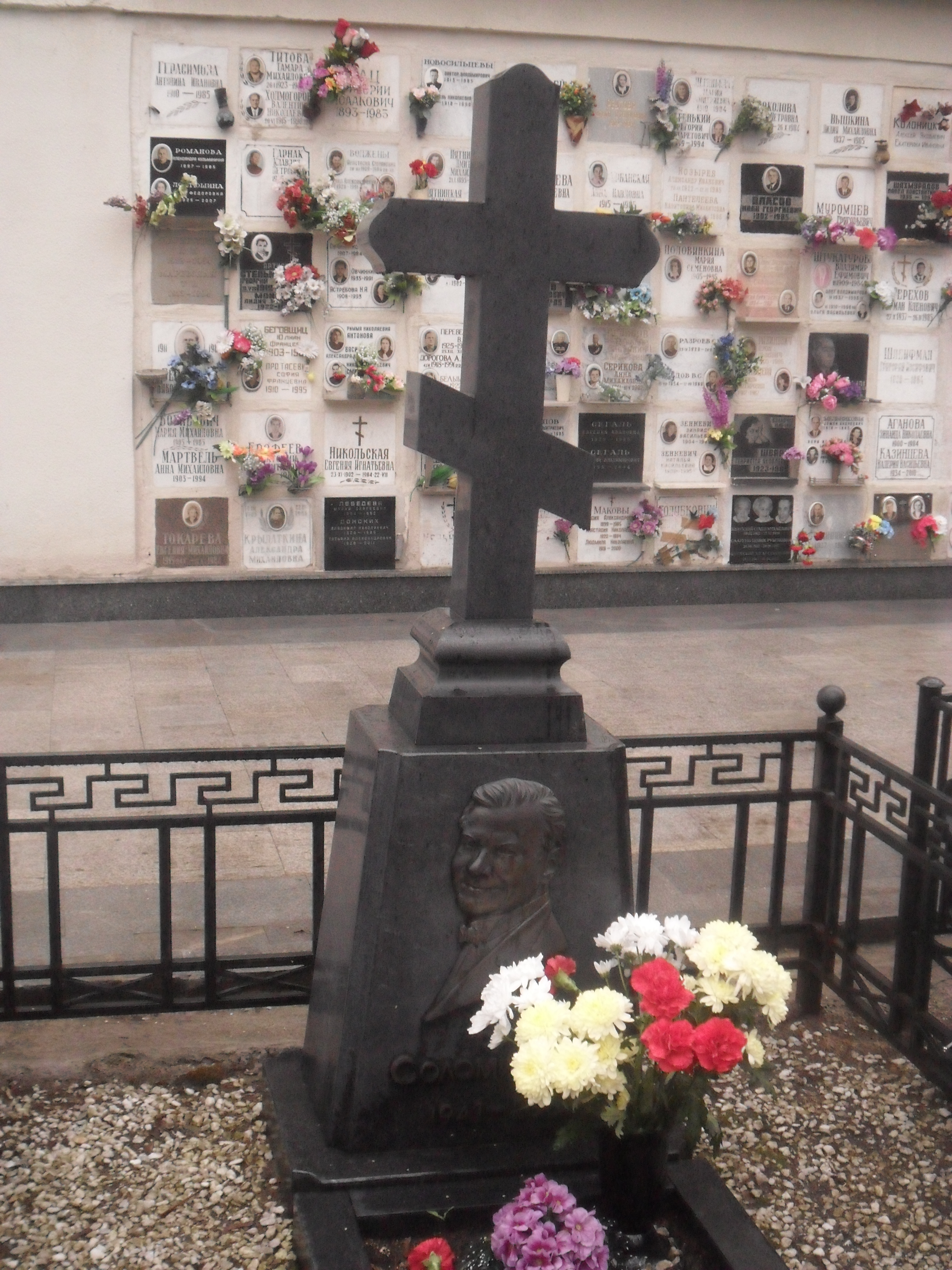
La tomba nel cimitero di Vagan'kovo.

Vitalij Mefod'evič Solomin (in russo Виталий Мефодьевич Соломин?; Čita, 12 dicembre 1941 – Mosca, 27 maggio 2002) è stato un attore russo, fratello dell'attore Jurij Solomin.

## Filmografia parziale
- Proisšestvie, kotorogo nikto ne zametil, regia di Aleksandr Miseevič Volodin (1967)
- Siberiade, regia di Andrej Končalovskij (1979)
- Čёrnyj kvadrat, regia di Jurij Moroz (1992)